# マーガレット・オブ・ヨーク
マーガレット・オブ・ヨーク（Margaret of York, 1446年5月3日 - 1503年11月23日）は、ヨーク公リチャードとセシリー・ネヴィルの娘で、イングランド王エドワード4世の妹、リチャード3世の姉。
ブルゴーニュ公シャルル（突進公）の3番目の妃であり、結婚してからはマーガレット・オブ・バーガンディ（Margaret of Burgundy）、マルグリット・ド・ブルゴーニュ（Marguerite de Bourgogne）として知られる。

## 生涯

### 生い立ち

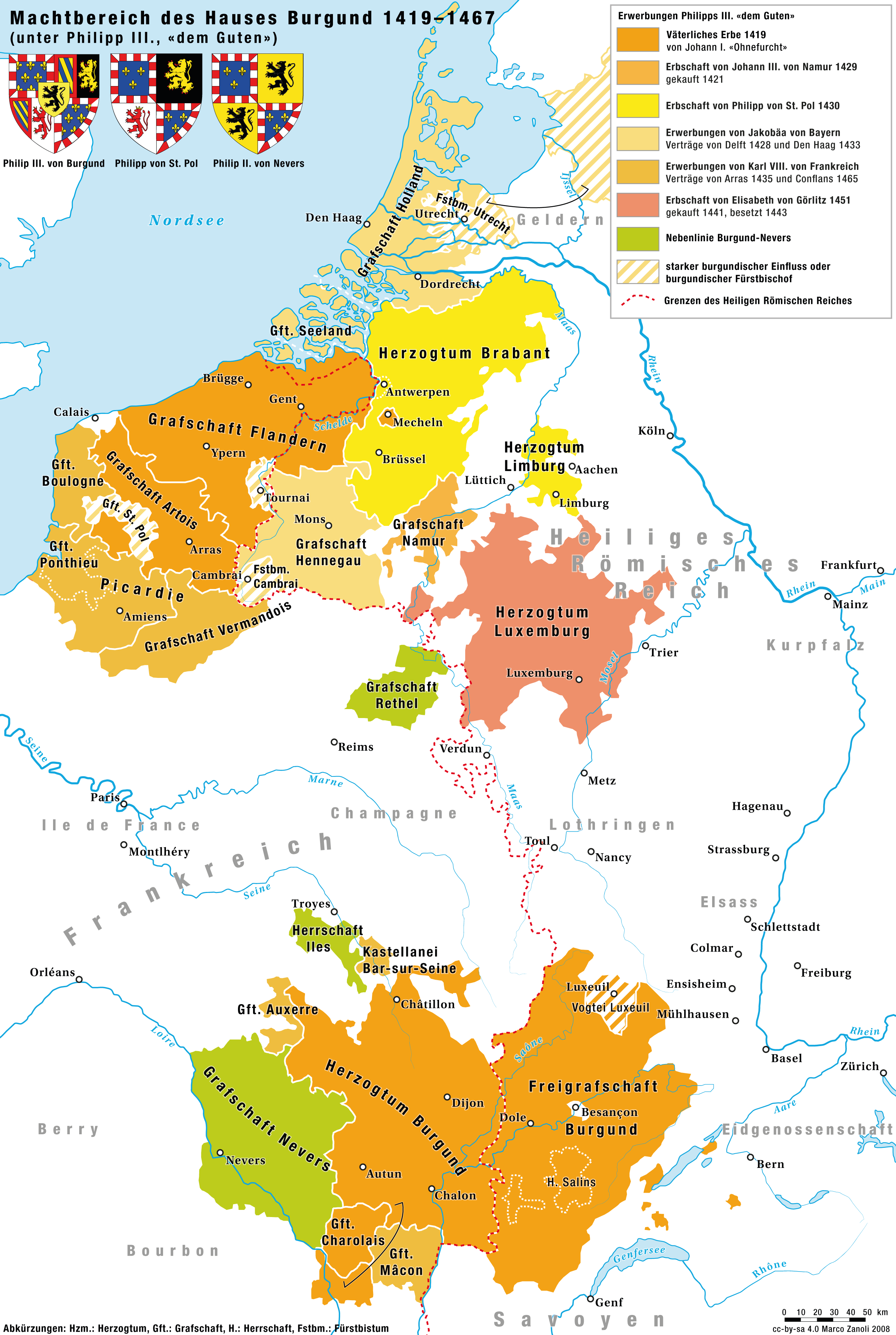
15世紀後半におけるブルゴーニュ公国の版図

イングランド王国、ノーサンプトンシャーのフォザリンゲイ城で、ヨーク公リチャードとセシリー・ネヴィルの第7子として誕生した。
1455年5月、マーガレットが9歳の時、父ヨーク公リチャードが、ランカスター朝のイングランド王ヘンリー6世に叛乱を起こし、薔薇戦争が勃発する。1460年に父は戦死し、1461年に兄エドワード4世が王座に就いた。
一連の内乱において、ブルゴーニュ公フィリップ（善良公）はヨーク派を支持していた。一方、フランス王国の国王ルイ11世はランカスター派を支持していた。フィリップ善良公は、1467年に逝去し、公位は嫡男シャルルが継承した。1468年に、ランカスター派が降伏し、薔薇戦争における第一次内乱は終息した。

### 結婚まで
こうした中、イングランド王国とブルゴーニュ公国は、フランス王国に対峙するため政治・軍事における同盟関係を必要とした。また、イングランド（羊毛の生産）とブルゴーニュ（毛織物産業）には、商品経済関係が成立していた。しかし、15世紀を通じ、イングランド王とブルゴーニュ公は1462年から65年をピークに、経済的対立を深めていた。そこで、国際的な商人共同体も、両国の婚姻に基づく結びつきの強化を支持した。
一方、フランス王家（ヴァロワ家）側にも、フィリップ善良公が死にゆく1467年頃、ルイ11世とウォリック伯リチャード・ネヴィルがルーアンで会談する計画があった。この対面では、ブルゴーニュ公領の分割と、マーガレットとブレス伯フィリッポ（後サヴォイア公）を縁組させることが話し合われる予定だった。フィリッポの妹シャルロットはルイ11世妃であり、サヴォイア家を通じ、イングランドのヨーク家とフランスのヴァロワ家を繋ぐ縁談であった。
しかし、フランス側の画策に先立つ1465年、シャルル突進公の前妻イザベルの逝去後、シャルルはロンドンに使者を送っており、エドワード4世はウォリック伯を介してシャルルとマーガレット、そしてシャルルの一人娘マリーと王弟クラレンス公ジョージとの二重結婚を提案した。
1467年にシャルルとマーガレットの結婚が決まり、これと同時に持参金や交易についても取り決めが行われた。

### ブルゴーニュ公妃

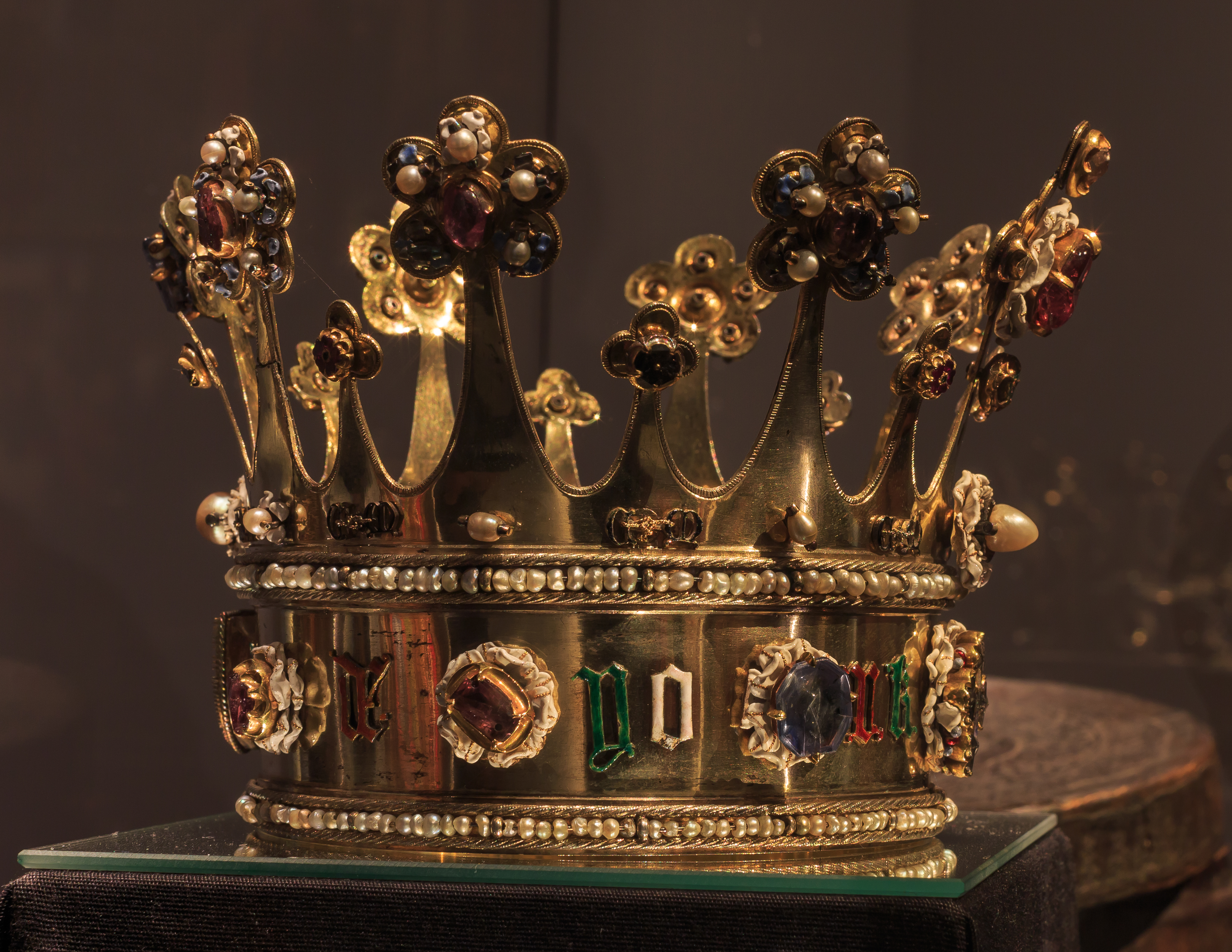
マーガレットの宝冠（アーヘン大聖堂収蔵）

#### 「世紀の結婚」
1468年6月18日、マーガレットはブルゴーニュ公シャルル（突進公）との結婚のため、ロンドンを発った。6月25日にヨーロッパ大陸側ゼ―ラント伯領のスロイスに到着し、ここでシャルルの代理人と婚約式を執り行った。7月3日、ダンメ（仏：ダム）でソールズベリー司教の手により、シャルル突進公と結婚式を執り行った。そして、同日、6km南西にあるブルッヘ（仏：ブリュージュ）への入市式を行った。
入市式は壮麗なもので、シャルルをキリストに、マーガレットをキリストの花嫁に例えた、数々の出し物（パジェント）が催された。さらに、市民、聖職者、そして商人が行進した。この様子は「世紀の結婚」（The Marriage of the Century）と呼ばれた。また、2人の婚姻に際し、シャルル突進公からは金羊毛勲章を、エドワード4世からはガーター勲章をそれぞれ贈呈しあった。
シャルルはリエージュ司教領を手中に収めるための戦いの渦中にあり、結婚の1か月後にはブリュッセルを経てペロンヌへ向かった。マーガレットとの結婚、すなわちイングランドとの同盟と、リエージュ戦争への対処は、公位継承したばかりのシャルルにとり重要な課題であった。
マーガレットとシャルルには子供がなかったが、マーガレットはすでに亡くなっていた先妻イザベル・ド・ブルボンの所生であるマリー（当時11歳）の良き母として努め、マリーもまた義母マーガレットを慕った。

#### 芸術家のパトロンとして

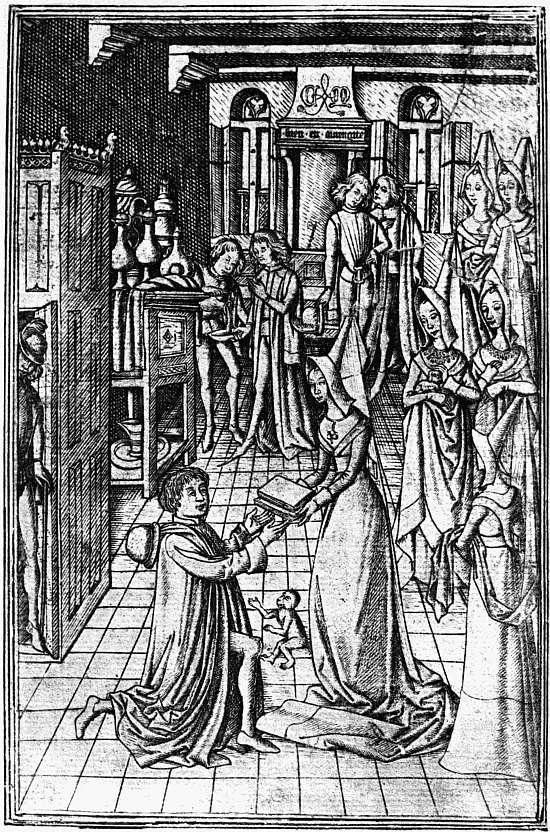
『トロイ物語集成』の献上を受けるマーガレット

イングランドで新たに英語での印刷・出版技術を導入したウィリアム・キャクストンはヨーク派支持者であり、マーガレットは彼のパトロンの1人だった。
キャクストンは、マーガレットの結婚式以来、マーガレットに使える財政顧問としてブルゴーニュとイングランドを媒介し、政治家と商人の間で助言を行っていた。そして、翻訳及び印刷・出版という新技術によるビジネスにも取り組んだ。
彼の最初の英語での印刷物である『トロイ物語集成』（仏：Recueil des Histoires de Troye、英：Recuyell of the Historyes of Troye）は、元々はネーデルランドにおいて、ブルゴーニュ公がヘラクレスの子孫と信じられていた背景もあり、人気を集めていた書物であった。キャクストンはこれを1474年末から1475年初頭頃に英訳を、新たなメディアとして出版した。キャクストンは翌1476年以降、イングランドに帰国し、騎士道文化及び文学作品の印刷・普及に多大な影響を与えた。
キャクストンがマーガレットに献上するために特別に作った彫版による複製が今も残されており、カリフォルニアのハンティントン図書館に保管されている。マーガレットによって注文された多くの素晴らしい原稿のうち、最高のものはシモン・マルミオンに装丁を飾られた「トンダルのヴィジョン」とされ、複写がJ・ポール・ゲティ美術館で公開された。

#### 夫との死別
1474年、夫シャルルはフランス王国に対し、ブルゴーニュ戦争を起こす。さらに1475年夏には、兄エドワード4世がフランスに侵攻し、7月6日にマーガレットもカレーで兄を出迎えた。しかし8月29日に、ピキニーで会談が行われ、イングランドとフランスはピキニー条約を締結し、7年間の休戦とイングランド王のフランス王位継承権放棄が取り決められた。
1477年1月5日に夫シャルルが戦死する。フランス王ルイ11世は、ブルゴーニュ公領及びブルゴーニュ伯領（フランシュ・コンテ）に侵攻した。さらにヘント市に対し、同市からマーガレットを追放するよう強要したが、ヘント市民は強く反対した。
フランスからの圧力や工作を受けて、フランデレンの各都市は後継者であるマリー女公に対し叛乱を起こした。うちヘントは特に強硬で、マリーの忠臣であるウィレム・ユゴネ及びランバークール伯ギィ・ファン・ブリモーを処刑しただけでなく、マーガレットとマリーを引き離した。3月11日、各都市は、マリーに大特許状を認めさせた。マリーは極秘裏に、婚約者であるハプスブルク家のマクシミリアン（後神聖ローマ皇帝）に婚約の履行を求める手紙を送った。混乱の中で、マリーの夫選びが再考され、マーガレットの強い支持もあり、議会はマクシミリアンを選出した。マリーはマクシミリアンの代理人と代理結婚式を挙げ、ネーデルランドの市民もこれを歓迎したが、マーガレットはこれに安堵することなく、一日も早いマクシミリアンの出立を督促した。5月21日にマクシミリアンはウィーンを出立した。途上、マーガレットは家臣のオリヴィエ・ド・ラ・マルシェに10万グルテンを託し、マクシミリアンに届けた。
8月10日、マクシミリアンはヘントに到着した。テン・ワルレ宮殿（プリンゼンホフ）で、マリーはマーガレットと共にマクシミリアンを出迎えた。マーガレットは円満な夫婦となった2人の結婚をことのほか喜んだ。マクシミリアンは、当初マリーとラテン語で交流していたが、たちまちに複数の言語を習得した。うち英語は、マーガレットが教えたことによる。
1478年7月22日に、マリーが嫡男フィリップ（美公）を産むと、フランス側は誕生したのは女子であると流布するが、マーガレットは裸のフィリップを人々に見せて、流言の終息を図った。1480年1月10日に生まれたマルグリット（仏：マルグリット、独：マルガレーテ）は、マーガレットにちなんで命名された。フランスとの動乱および国内の叛乱が一息ついた1482年、マリーが乗馬の事故により25歳で逝去した。

### ヨーク派の一員として
1483年4月9日、兄エドワード4世が崩御する。遺児であるエドワード5世が戴冠式を挙げる前に、王の叔父（マーガレットの弟）であるグロスター公リチャード（後リチャード3世）に王位を簒奪された。リチャード3世に対する叛乱から、薔薇戦争の第3次内乱が勃発した。リチャード3世は、1484年にアン王妃とエドワード王太子を相次いで亡くし、1485年8月22日にボズワースの戦いでリッチモンド伯ヘンリー・テューダー（ヘンリー7世として即位）に敗れ、戦死する。こうしてテューダー朝が興った。
するとマーガレットはヨーク派（Yorkist）として、ヘンリー7世の王位を奪おうとする全ての者（ラヴェル卿のような家臣だけでなく、ランバート・シムネル、パーキン・ウォーベックといった僭称者も含まれる）の支援者になった。ウォーベックは明らかにヨーク公リチャード（エドワード4世の息子でエドワード5世の弟）ではなかったが、マーガレットは彼を自分の甥であると公認した。
その結果、ヘンリー7世には、ハプスブルク家およびブルゴーニュへ接近する必要性が生じ、これがスペイン王女カタリナとアーサー・テューダーの婚姻の背景となった（詳細はキャサリン・オブ・アラゴン#政略結婚の背景を参照）。カタリナは1501年にアーサー王太子に嫁し、翌年死別した後、1509年にヘンリー8世と再婚した。

### 晩年
1500年、フィリップ美公とその妃フアナ（後のスペイン女王）に、嫡男カール（仏：シャルル、西：カルロス）が誕生すると、スペイン王太子（アストゥリアス公）フアンの未亡人となって帰国したばかりのマルグリットと共に、洗礼式に参列した。2人はマクシミリアンの名を付けたがったが、結局はシャルル突進公にちなんだ命名となった。
マーガレットは1503年、メヘレン（現在のベルギー、アントウェルペン州）で逝去した。

## 系譜
| マーガレット | 父: （ヨーク公） リチャード・プランタジネット | 祖父: （ケンブリッジ伯） リチャード・オブ・コニスバラ | 曽祖父: （ヨーク公） エドマンド・オブ・ラングリー[1] |
| マーガレット | 父: （ヨーク公） リチャード・プランタジネット | 祖父: （ケンブリッジ伯） リチャード・オブ・コニスバラ | 曽祖母: イザベラ・オブ・カスティル[2]                |
| マーガレット | 父: （ヨーク公） リチャード・プランタジネット | 祖母: アン・モーティマー                              | 曽祖父: （マーチ伯） ロジャー・モーティマー          |
| マーガレット | 父: （ヨーク公） リチャード・プランタジネット | 祖母: アン・モーティマー                              | 曽祖母: エレノア                                     |
| マーガレット | 母: セシリー・ネヴィル                        | 祖父: ラルフ・ネヴィル                                | 曽祖父: ジョン・ドゥ・ネヴィル                       |
| マーガレット | 母: セシリー・ネヴィル                        | 祖父: ラルフ・ネヴィル                                | 曽祖母: モード・パーシー                             |
| マーガレット | 母: セシリー・ネヴィル                        | 祖母: ジョウン・ボーフォート                          | 曽祖父: （ランカスター公） ジョン・オブ・ゴーント[3] |
| マーガレット | 母: セシリー・ネヴィル                        | 祖母: ジョウン・ボーフォート                          | 曽祖母: キャサリン・スウィンフォード                 |

1. [1]と[3]はともにイングランド王エドワード3世と王妃フィリッパ・オブ・エノーの子。
2. [2]はカスティーリャ王ペドロ1世の娘。姉コンスタンスは[3]の2番目の妻。
3. [3]はランカスター家の祖で、生涯に3度結婚。ヘンリー4世は、最初の妻ブランシュ・オブ・ランカスターとの子。